# Петиція свічкарів
Пети́ція свічкарі́в (фр. Pétition des fabricants de chandelles) — сатира на протекціонізм, написана та надрукована в 1845 році французьким економістом Фредеріком Бастіа в його Софізмах з економіки. У цьому оповіданні, свічкарі та працівники інших пов'язаних галузей влаштовують протест перед Французькою палатою представників в часи правління Липневої монархії (1830—1848) з вимогою захистити їхній бізнес від недобропорядної конкуренції з боку Сонця.
У своїй петиції свічкарі називають декілька економічних «переваг», які можна отримати від блокування Сонця та збільшення споживання ресурсів: лою, що призведе до збільшення обсягів виробництва м'яса, вовни тощо; олії, оливи та ріпаку; китових жирів, що потягне за собою пожвавлення китобійного судноплавства, що підвищить престиж та авторитет Франції.